# 三上季直
三上 季直（みかみ すえなお）は、安土桃山時代の武将。豊臣秀吉の家臣。通称は与三郎。

## 略歴
近江国の出身、生年は不詳。三上氏は宇多源氏佐々木庶流であり、代々六角氏（＝佐々木氏）の家臣だったが、六角義賢の没落後に、羽柴秀吉に仕えて使番となったという。天正年間の初め頃と思われる。
妻（後年、神戸と称す）は斎藤利三の娘で、春日局の『寛政譜』よれば妹にあたるというが、春日局が末の娘であるので、次姉の間違いであろう。
『武家事紀』によれば、季直は金切裂指物使番に列した。
文禄元年（1592年）、文禄の役で船奉行を命じられた。
『松浦古事記』には、文禄3年とあるが、豊臣秀勝（丹波中納言）が登場するので、この頃の6月、長陣の労を癒やす座興として、秀吉が瓜商人に仮装する「瓜畑遊び」で、前田利家や徳川家康、蒲生氏郷、織田長益、有馬則頼などが各々で仮装して楽しんだ時、季直は茶屋の亭主を演じた。
また、季直に嫁いだ神戸はこの年に季正を産んだが、同じ頃に子を産んだ崇源院（江、豊臣秀勝の未亡人）に仕えることになった。
文禄2年（1593年）5月23日、秀吉が名護屋城で明使沈惟敬を迎えたとき、季直と尼子三郎左衛門・新庄直頼・長谷川守知の4名は御酌通之衆を務めた。
年号は明らかではないが、文禄年間の9月4日、季直は名護屋城駐屯中に病死した。
息子の季正は母親が崇源院に仕えていた縁で、慶長2年（1597年）に（崇源院の再婚相手である）江戸中納言徳川秀忠に6歳で小姓として仕えた。また、秀忠の息女千姫が豊臣秀頼に嫁いだときに、神戸は姫君付きの侍女として、季正も従者として従い、大坂城に入った。
大坂落城後、季正は加賀藩主前田利常に仕え、神戸は、広島藩（福島正則）に仕えていた柴田源左衛門勝全に嫁いだ長姉が亡くなったので、その後室となった。
その後、季正は春日局の縁で、召出されて、3代将軍徳川家光の御小姓組の番士となっている。